# HD 217107
HD 217107 es una estrella de magnitud aparente +6,18 situada en la constelación de Piscis.
Se ha anunciado la existencia de dos planetas extrasolares alrededor de esta estrella.

## Características físicas
HD 217107 es una subgigante amarilla de tipo espectral G8IV
Tiene una temperatura efectiva de 5646 K y su magnitud absoluta, +4,71, la sitúa en el diagrama de Hertzsprung-Russell unas décimas por encima de la secuencia principal.
Su diámetro es un 14% más grande que el del Sol y su período de rotación es de aproximadamente 39 días.
HD 217107 tiene una masa apenas un 5% mayor que la masa solar y es una estrella antigua, con una edad de 7320 - 7410 millones de años.
Como cabría esperar por su edad, no presenta actividad cromosférica.

## Composición química
La metalicidad de HD 217017, dato relacionado con la presencia de sistemas planetarios, es 2,3 veces mayor que la del Sol ([Fe/H] = +0,37).
Otros elementos como níquel y magnesio son igualmente más abundantes que en nuestra estrella.
De especial interés es el contenido de silicio, ya que se ha constatado que existe una estrecha correlación entre el contenido de este elemento y la presencia de sistemas planetarios.
La relación [Si/Fe] en HD 217017 es -0,03.
En cuanto a los elementos ligeros, HD 217017 tiene un muy bajo contenido de litio (logє[Li] < 0,4) y está también empobrecida en berilio en relación con los valores solares.

## Sistema planetario
Se ha anunciado la existencia de dos planetas en órbita alrededor de HD 217017.
El planeta interior, denominado HD 217107 b, tiene una masa mínima 1,39 veces mayor que la de Júpiter.
Se mueve a una distancia media de 0,075 UA respecto a la estrella y completa una vuelta alrededor de HD 210107 cada 7,13 días.
El segundo planeta, HD 217107 c, tiene una masa 2,60 veces mayor que la de Júpiter. A una distancia media de 4,32 UA de la estrella —la órbita es muy excéntrica—, su período orbital es de casi nueve años.
Adicionalmente, mediante interferometría de moteado se detectado en dos ocasiones —con un intervalo de tiempo de quince años— una acompañante a 0,3 segundos de arco de HD 217107.
Sin embargo, en otras tres ocasiones más no se pudo confirmar la presencia de la posible acompañante, pese a utilizar la misma técnica. 
Por ello, se ha especulado que el planeta exterior puede no ser en realidad un planeta, sino una tenue enana roja de tipo M temprano, ya que la suma de masas de dicha binaria sería consistente con los elementos orbitales propuestos.
| Acompañante (En orden desde la estrella) | Masa (MJ)     | Período orbital (días) | Semieje mayor (UA) | Excentricidad   |
| ---------------------------------------- | ------------- | ---------------------- | ------------------ | --------------- |
| HD 217107 b                              | > 1,39 ± 0,11 | 7,126816 ± 0,0000395   | 0,0748 ± 0,0053    | 0,1267 ± 0,0052 |
| HD 217107 c                              | > 2,60 ± 0,15 | 3270 ± 220             | 4,32 ± 0,38        | 0,517 ± 0,033   |

Las relaciones C/O y Mg/Si permiten inferir la composición de hipotéticos planetas terrestres. 
El valor de ambos cocientes en HD 217107 indica, por una parte, que el silicio se encontraría formando silicatos y diversas especies de sílice, y por otra, que los silicatos predominantes serían olivino y piroxeno, en una secuencia de condensación similar a la solar.
Si existiesen planetas terrestres, cabría esperar que tuviesen una composición parecida a la de la Tierra.